# Cherokesiska

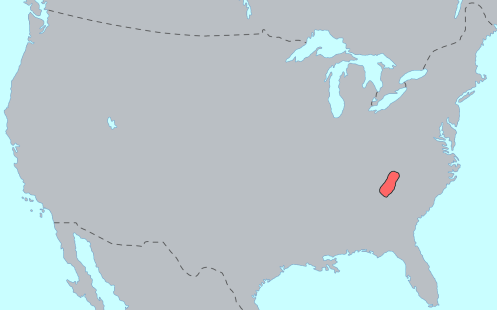
Cherokesiskans ursprungliga utbredningsområde.

Delstater där cherokesiskan talas idag.

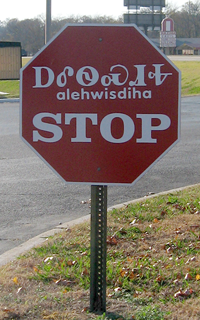
Stopskylt med cherokesisk text (cherokesiska och latinska tecken) över den engelska.

Cherokesiska (ᏣᎳᎩ, tsalagi) är ett irokesiskt språk som talas av de nordamerikanska cherokeserna. Det är ett polysyntetiskt språk som använder sig av tonaccenter. Cherokesiska är det enda kända sydirokesiska språket och det är känt för sitt stavelsealfabet, skapat av Sequoyah.

## Dialekter
Cherokesiska har tre större dialekter. Den södra dialekten dog ut runt år 1900. Den mellersta eller Kituhwadialekten talas av Eastern band i Quallaområdet. Overhilldialekten eller den västra dialekten talas i Oklahoma. Den södra dialekten som talades av invånarna i Lower Towns i området runt gränsen mellan South Carolina och Georgia hade r som likvida, alltmedan den samtida Kituhwa- eller Ani-kituwahdialekten som talades i North Carolina och Overhill hade l. Därmed har det inhemska namnet på språket ett L i sig, tsalagi, medan det på svenska och engelska har ett R, cherokesiska.

## Fonologi
Det cherokesiska språket har bara en enda labial konsonant, /m/, som dessutom är ett relativt nytt fonem. Cherokesiskans <w> är ibland labiovelart, men även då alltså inget rent labialt ljud.

### Konsonanter
|                        | Bilabiala | Alveolara | Palatala | Velara | Glottala |
| ---------------------- | --------- | --------- | -------- | ------ | -------- |
| Klusiler               |           | t         |          | k      | ʔ        |
| Affrikator             |           | ʦ         |          |        |          |
| Frikativor             |           | s         |          |        | h        |
| Nasaler                | m         | n         |          |        |          |
| Approximanter          |           |           | j        | ɰ      |          |
| Laterala approximanter |           | l         |          |        |          |

### Vokaler
|        | Främre | Centrala | Bakre |
| ------ | ------ | -------- | ----- |
| Sluten | i      |          | u     |
| Mellan | e      | ə̃        | o     |
| Öppen  |        | a        |       |

### Diftonger
Endast en diftong finns i cherokesiskan:
- ai /ai/

### Toner
Cherokesiska är ett tonspråk och använder toner som kan kombineras på olika sätt och följer subtila och invecklade regler som varierar beroende på var man är. Tonsystemet har gradvis genomgått en förenkling på många platser eftersom cherokesiska är ett andraspråk på många platser. Dock spelar tonerna fortfarande en viktig roll i ords betydelse och många använder dem fortfarande, framförallt äldre talare. Den cherokesiska stavelseskriften visar dock inte toner och det är ovanligt att man inte förstår på grund av att tonerna utelämnas. Inte heller transkriberad cherokesiska visar toner förutom i ordböcker. Modersmålstalande kan urskilja skillnaden mellan ord där endast tonen skiljer dem från varandra från sammanhanget.

## Skrift
Huvudartikel: Cherokesiska alfabetet
Cherokee skrivs med en stavelseskrift bestående av 85 tecken. Notera att "v" indikerar ett nasalt ljud i tabellen nedan.